# Breznóbánya
Breznóbánya (szlovákul: Brezno, németül: Bries/Briesen) város Szlovákiában. Ősi bányászváros, amely egykor arany-, ezüst- és vasbányászatáról volt híres. Ma a Besztercebányai kerület Breznóbányai járásának székhelye. Bikás (Bujakovo), Előhalni (Predné Halny), Földművesiskola (Mazorníkovo), Rohožna, Vrchdolinka és Hátsóhalni (Zadné Halny) városrészek tartoznak hozzá.

## Fekvése
Besztercebányától 43 km-re keletre, a Garam partján fekszik; a Felső-Garam-medence központja.

## Nevének eredete
A szlovák brezno főnév magyarul nyírfást jelent. Nevének utótagja az itteni ércbányászatra utal.

## Története
Területe ősidők óta lakott, a város határában késő bronzkori leletekre bukkantak.
A mai települést a tatárjárás után ide telepített németek alapították. 1265-ben említik először IV. Béla oklevelében. Kiváltságait 1380-ban Nagy Lajos királytól kapta, ekkor „Brizna” néven említik. 1488-ban vásártartási jogot kapott. 1517-ben a zólyomlipcsei Dóczyak felégették. Fejlődését különösen a bányászat segítette elő. 1655-ben szabad királyi város lett, de ezt a címét 1770-ben elveszítette. A 17. században sorra alakultak iparos céhei, majd a 18. századtól vasipara indult fejlődésnek. 1779-ben nagy tűzvész pusztította, melyben a belváros épületeinek nagy része leégett.
A 18. század végén Vályi András így ír róla: „BREZNOBÁNYA. Briesen, Brezno. Szabad Királyi Bánya Város Zólyom Vármegyében, Schelmecz Bányától négy mértföldnyire, első LAJOS Király szabadította fel 1380. esztendőben, ’s 1588. esztendőben vétete körűl köfalakkal, mellyeknek öt kapui vagynak, szabad Királyi Várossá lett 1655. Hajdan jó bányái valának, és némelly bányászoknak házai még ma is szemléltethetnek a’ Városon kivül, mellyek a’ külső Városhoz tartoznak; lakosai katolikusok, és evangelikusok, nevezetes oskolájokat a’ Piarista Szerzetbéli Atyák taníttyák, a’ lakosok rész szerént Mester emberek, rész szerént gazdáskodnak mind föld miveléssel, mindpedig juhoknak tartásával, és azoknak javaival kereskednek, nevezetes sajtyok, és túrójok, mellyeket a’ kedvellők meszsze földekre vitetnek, határja középszerű, második Osztálybéli.”
A 19. században a város a szlovák nemzeti mozgalom egyik fontos központja volt. A trianoni békeszerződésig Zólyom vármegye Breznóbányai járásához tartozott.

## Népessége
| Év:            | 1994.  | 2004.   | 2014.   | 2024.   |
| -------------- | ------ | ------- | ------- | ------- |
| Emberek száma: | 22 981 | 22 417  | 21 331  | 19 671  |
| Eltérés:       |        | -2,45 % | -4,84 % | -7,78 % |

| Év:            | 2023.  | 2024.   |
| -------------- | ------ | ------- |
| Emberek száma: | 19 790 | 19 671  |
| Eltérés:       |        | -0,60 % |

- 1880-ban 3733-an lakták, ebből 99 német, 107 magyar és 3356 szlovák anyanyelvű; illetve 1367 római katolikus, 2306 evangélikus, 58 izraelita és 1-1 református és görögkatolikus vallású volt.
- 1890-ben 3783 lakosából 164 magyar és 3426 szlovák anyanyelvű volt.
- 1900-ban 3942-en lakták: 406 magyar és 3361 szlovák anyanyelvű.
- 1910-ben 4179 lakosából 73 német, 1010 magyar és 3081 szlovák anyanyelvű; illetve 2059 római katolikus, 1892 evangélikus, 184 izraelita, 31 református és 13 görögkatolikus vallású volt. Bikáson 101 magyar és 252 szlovák anyanyelvű élt.
- 1921-ben 4041-en lakták, ebből 55 magyar és 3825 csehszlovák.
- 1930-ban 4664 lakosából 1 ruszin, 31 német, 38 zsidó, 65 magyar, 4478 csehszlovák, 7 egyéb nemzetiségű és 44 állampolgárság nélküli; illetve 2712 római katolikus, 1676 evangélikus, 159 izraelita, 28 görögkatolikus, 15 református és 74 egyéb vallású volt. Bikáson 10 magyar és 321 csehszlovák élt.
- 1970-ben 12843-an lakták: 39 magyar és 12569 szlovák.
- 1980-ban 17872 lakosából 30 magyar és 17538 szlovák volt.
- 1991-ben 22469-en lakták, ebből 35 morva, 55 magyar, 204 cseh, 590 cigány és 21527 szlovák.
- 2001-ben 22875 lakosából 50 magyar, 183 cseh, 1060 cigány, 21239 szlovák és 274 ismeretlen nemzetiségű volt.
- 2011-ben 21 894-en lakták: 11 ruszin, 17 morva, 35 magyar, 111 cseh, 697 cigány, 18 219 szlovák, 20 egyéb és 2751 ismeretlen nemzetiségű, illetve 12189 római katolikus, 1482 evangélikus és 185 görögkatolikus vallású volt.
- 2021-ben 20 061 lakosából 32 (+18) magyar, 18560 (+83) szlovák, 88 (+242) cigány, 6 (+13) ruszin, 200 (+25) egyéb és 1175 ismeretlen nemzetiségű volt.[4]

## Nevezetességei
- A város főterét körülvevő házakat egykor erődfal vette körül, melynek maradványai ma is látszanak.
- Plébániatemploma gótikus eredetű, a 18. században klasszicista stílusban átépítették.
- A városháza eredetileg 16. századi reneszánsz, 1779-ben klasszicista stílusban átépítették, várostornya 1830-ban lett készen. Az épületben működik a Felsőgarami Múzeum. Az egykori városháza ma múzeum, előtte M. R. Štefánik szobrával

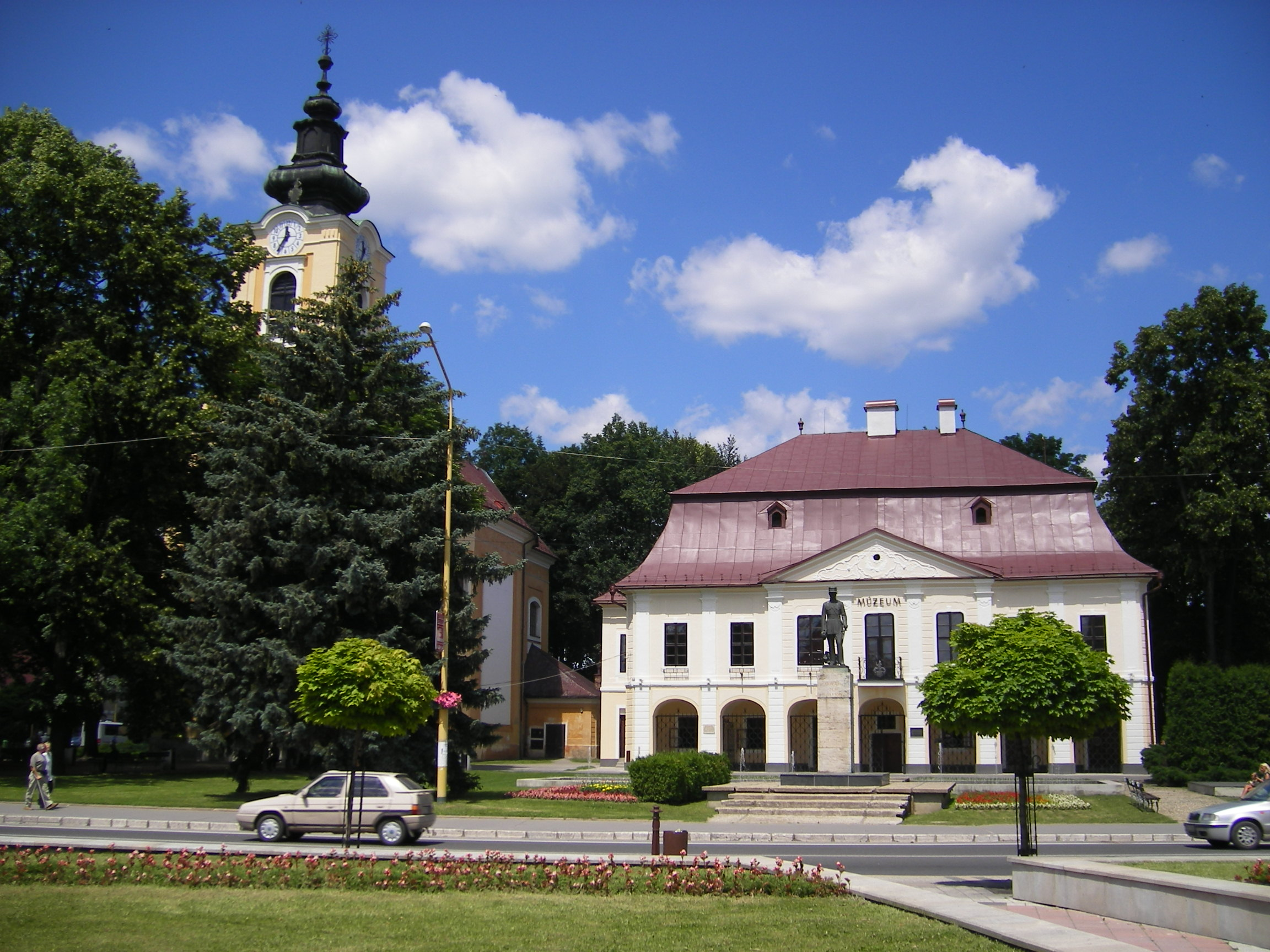
Az egykori városháza ma múzeum, előtte M. R. Štefánik szobrával

- Római katolikus temploma 1785-ben épült klasszicizáló barokk stílusban a leégett régi templom helyén. Hajója még a régi gótikus templomból maradt meg.
- Evangélikus temploma 1787-ben épült klasszicista stílusban.
- Piarista kolostorát 1694 és 1713 között építették, kápolnájában egy 15. századi Madonna-szobor látható.
- A főtéren a járványok elleni engesztelésül 1741-ben készített oszlop áll.
- Főterén számos reneszánsz eredetű, de később átalakított polgárház látható.

## Neves személyek
- Innét származott Faskó Jakab (17. század) bánóci evangélikus lelkész, iskolaigazgató.
- Itt született 1562-ben Berger Illés magyar királyi történetíró.
- Itt született 1783-ban Kmeth Dániel matematikus, csillagász, piarista áldozópap és akadémiai tanár.
- Itt született 1785-ben Bendik Ferenc piarista szerzetestanár.
- Itt született 1800-ban Wágner Dániel József magyar gyógyszerész, az 1848-as minisztérium egészségügyi tanácsosa.
- Itt született 1806-ban Karol Kuzmány evangélikus püspök, szlovák költő.
- Itt született 1813-ban Lopussny Ferenc egyetemi tanár és apát-kanonok.
- Itt született 1822-ben Lehotzky Egyed földbirtokos és országgyűlési képviselő.
- Itt született 1829-ben Fleischer József magyar orvos, tanár.
- Itt született 1835-ben Herman Ottó, a híres magyar polihisztor.
- Itt született 1845-ben Csippék János gyógyszerész, gyógyszerészet-történész.
- Itt született 1850-ben Kupcsok Samu flórakutató, tanító.
- Itt született 1867-ben Göllner Kornél gyógyszerész-vegyész, üzemvezető, a Drogista Szakiskola tanára.
- Bikás városrészében született 1880-ban Lux Kálmán magyar építész, műemlékvédelmi szakember.
- Itt született 1907-ben Palotay István magyar erdőmérnök, erdőrendező.
- Itt született 1962-ben Pavol Habera szlovák énekes, dalszerző és musicalszínész.
- Itt született 1964-ben Ivan Bella ezredes, az első szlovák űrhajós, aki 385. emberként járt a világűrben.
- Itt született 1977-ben Lukáš Latinák szlovák színművész, a pozsonyi Astorka Korzo ’90 színház társulatának állandó tagja, a Szlovák Nemzeti Színház vendégművésze.
- Itt született 1983-ban Viktor Pečovský szlovák válogatott labdarúgó.
- Itt volt lelkész Ján Chalupka szlovák regény- és drámaíró.
- Itt hunyt el 1620-ban Melik Sámuel a Bányai evangélikus egyházkerület püspöke.
- Itt hunyt el 1651-ben Láni Gergely a Bányai evangélikus egyházkerület püspöke 1635-től haláláig.
- Itt hunyt el 1733-ban Fiala Jakab piarista rendi pap, tanár, költő, iskoladráma-szerző.
- Itt hunyt el 1758-ban Orlits Dániel piarista áldozópap.
- Itt hunyt el 1760-ban Tagányi Béla piarista áldozópap és gimnáziumi igazgató.
- Itt hunyt el 1808-ban Podhradszky Mihály piarista áldozópap és tanár.
- Itt hunyt el 1871-ben Ján Chalupka szlovák evangélikus lelkész, író.
- Itt hunyt el 1937. augusztus 8-án Martin Rázus szlovák politikus, író, evangélikus lelkész.
- Itt hunyt el 2015-ben Ctibor Greguš (1923–2015) szlovák erdészeti szakértő, mérnök, tudós és író.
- Itt tanult Božena Bobáková (1929-2020) szlovák író.
- Itt tanult Thurzó Gyula György (1882-1950) Szlovákia első tengeri hajóskapitánya.
- Itt tanult Orosz Zsigmond (1717–1782) piarista tartományfőnök, tanár.
- Itt tanult Kátsor Keresztély (1710–1792) történetíró, költő, levéltárnok, piarista áldozópap és tanár.
- Itt tanított Sculteti Severin (1550–1600) evangélikus esperes.
- Itt tanított Dubravius Dániel evangélikus püspök.
- Itt tanított Isaak Zabanius (1632-1707) evangélikus lelkész és tanár.
- Itt tanított Fabricius János (1635–1675) gimnáziumi tanár.
- Itt tanított Dubovszki Márton (?-1722) iskolaigazgató, tanár.
- Itt tanított Holló Imre (1725–1782) piarista szerzetes pap.
- Itt tanított Pales Henrik (1756–1835) piarista áldozópap és tanár.
- Itt tanított Faklits Imre (1781-1836) piarista rendi pap, tanár.
- Itt tanított Malocsay Antal (1790–1859) piarista áldozópap.
- Itt tanított Hanák János (1812–1849) piarista áldozópap és tanár, zoológus, a MTA levelező tagja.
- Itt tanított Benczúr Miklós (1821-1862) ügyvéd, honvédtiszt, országgyűlési képviselő.
- Itt tanított Július Alberty (1925–2019) szlovák történész, egyetemi oktató.
- Itt élt Tibély Károly (1813-1870) festő.
- Itt élt Danis Jenő (1886–1963) magyar színész, rendező.
- Itt élt Károlyi Lajos (1849–1926) színész, színigazgató, színházi titkár.
- Itt szolgált Vertler Mátyás (1812–1872) piarista áldozópap és tanár.
- Itt szolgált Kamaszy Mátyás (1817-1894) besztercebányai kanonok.
- Itt szolgált Feriencsik Miklós István (1825-1881) megyei segédszolgabíró.
- Itt szolgált Dobsinszky Pál (1828-1885) evangélikus lelkész, szlovák író, műfordító, néprajzkutató.
- Itt szolgált Matunák Mihály (1866-1932) római katolikus pap, tanár, történész, turkológus, levéltáros.

## Gazdasága
- Korábban a város egyik legjelentősebb vállalata a Híd és darugyár (Mostáreň) volt. Az 1980-as években még megközelítőleg 3800 alkalmazottja volt. A vállalat elsődlegesen a KGST országokba szállította gyártmányait, így annak megszűnése egyúttal a vállalat eladósodásához és megszűnéséhez vezetett.[5]

## Lásd még
- Bikás